# Boudicca

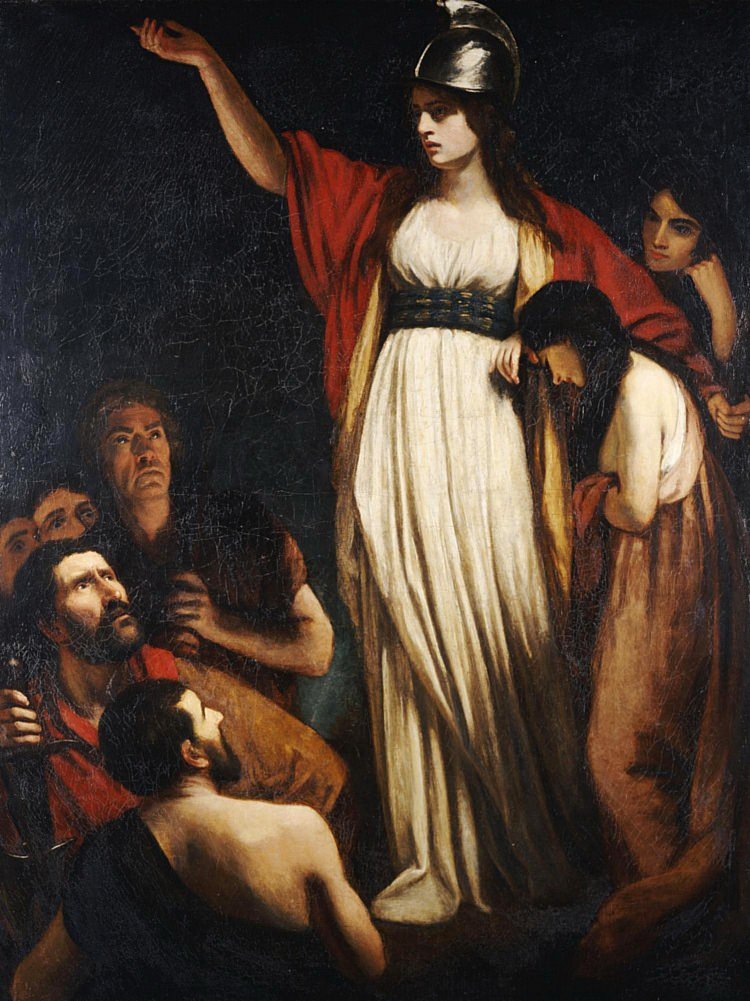
Gemälde Boadicea Haranguing The Britons von John Opie (1761–1807), Privatsammlung; typische, jedoch unhistorische Darstellung der Boudicca nach Tacitus, Annales 14,35

Boudicca (['bu:dɪka]; auch: Boudica, Boudouika, Boadicea, Voadicea, Bonduca; † um 61 n. Chr.) war eine britannische Heerführerin vermutlich königlicher Abstammung, die 60/61, in den frühen Jahren der römischen Besetzung Britanniens, den letztlich erfolglosen Boudicca-Aufstand anführte. Während des Aufstands zogen die keltischen Stämme der Icener und der Trinovanten unter der Führung von Boudicca gegen die römischen Siedlungen im heutigen Colchester, London und St Albans in den Kampf, töteten schätzungsweise 70.000 römische Siedler sowie romanisierte Einwohner der Siedlungen und brannten die Siedlungen ganz oder teilweise nieder. Boudiccas Armee wurde schließlich von römischen Truppen unter dem Statthalter Gaius Suetonius Paulinus vernichtend geschlagen. Boudicca soll sich Tacitus zufolge danach vergiftet haben; Cassius Dio dagegen schreibt, sie sei erkrankt und schließlich gestorben.
Boudicca ist seit der Renaissance in England eine nationale Ikone und eine beliebte Figur in Kunst, Literatur und Popkultur. In vielen volkstümlichen britischen Geschichtsdarstellungen ist Boudicca eine Volksheldin, vergleichbar mit anderen historischen oder legendären Figuren der britischen Geschichte wie König Artus oder Alfred dem Großen. Historiker ordnen sie in die Reihe der Persönlichkeiten ein, die gegen die römische Herrschaft rebelliert haben, darunter Vercingetorix in Gallien und Arminius in Germanien.

## Quellenlage

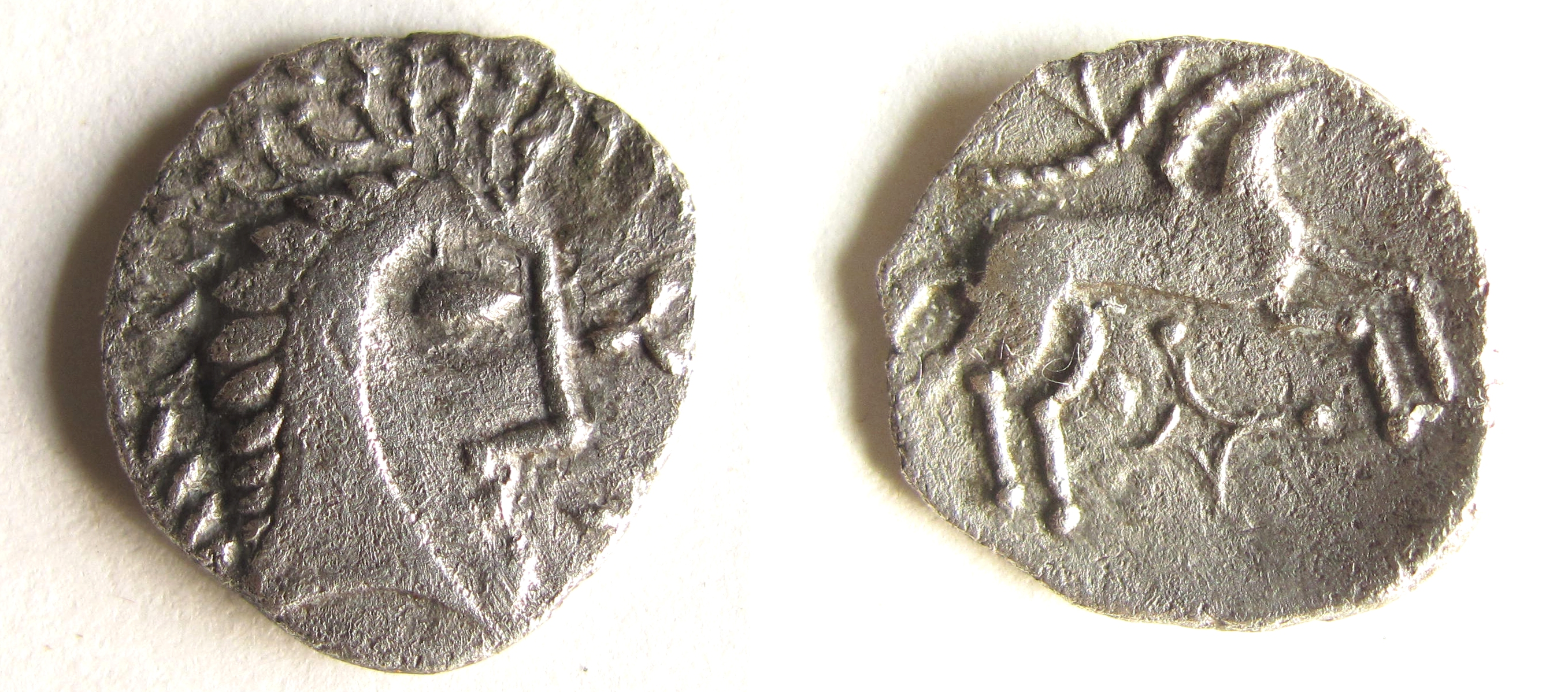
Icenische Silbermünze, typisch ist die Darstellung eines Pferdes auf der Rückseite, Münzfund aus dem Portable Antiquities Scheme (PAS)

### Herkunft, Familie und Status

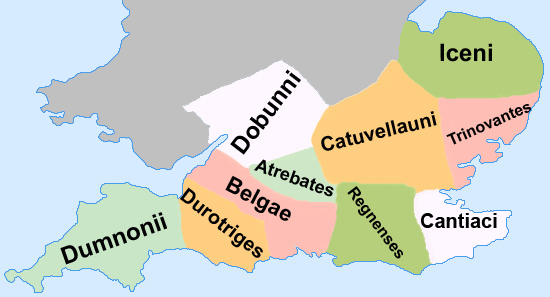
Keltische Stämme im Süden des heutigen Englands

### Aussehen und Auftreten

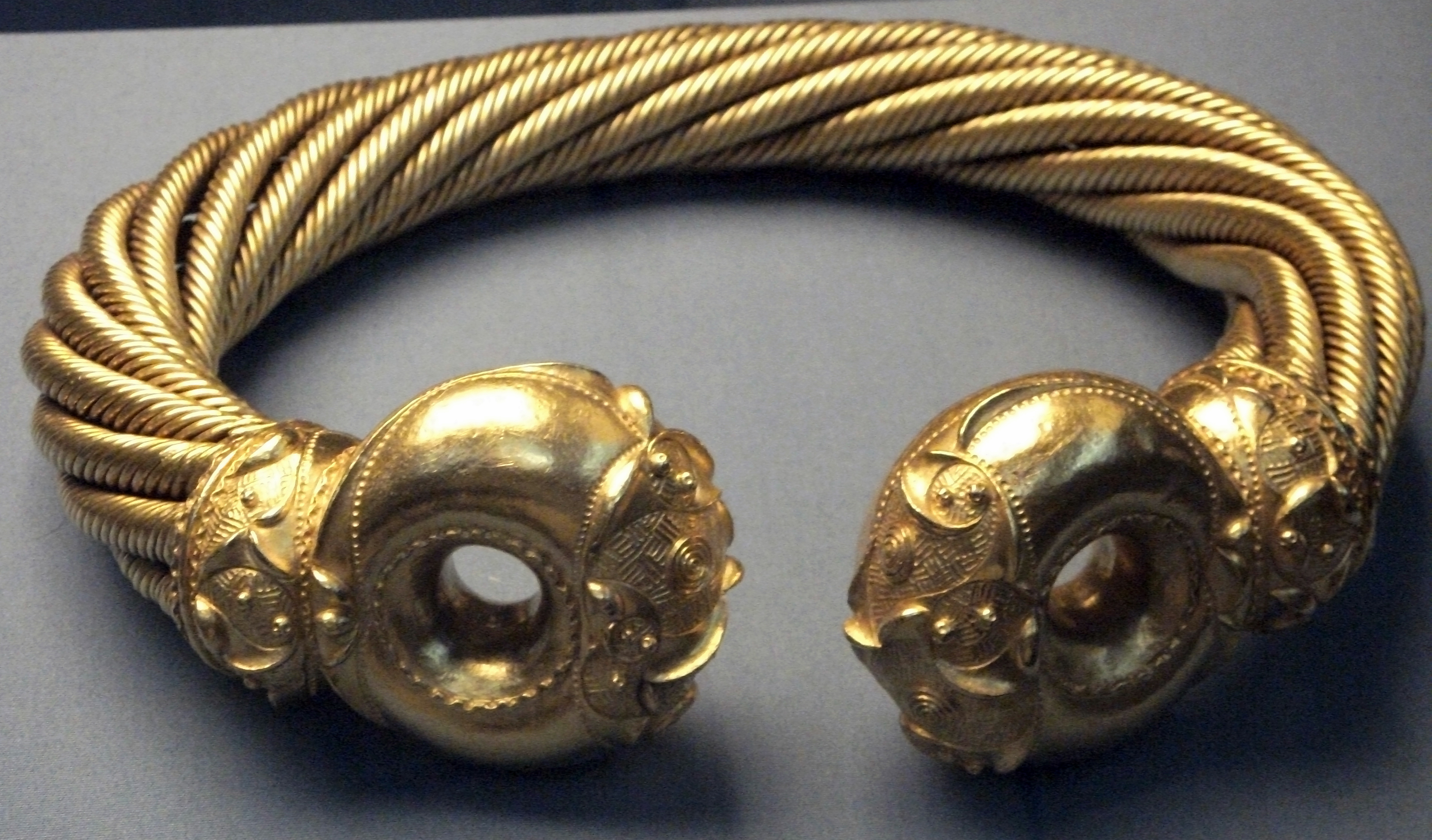
Großer Torque aus den Snettisham-Horten, etwa das Jahr 75, British Museum, London

### Aufstand gegen die Römer

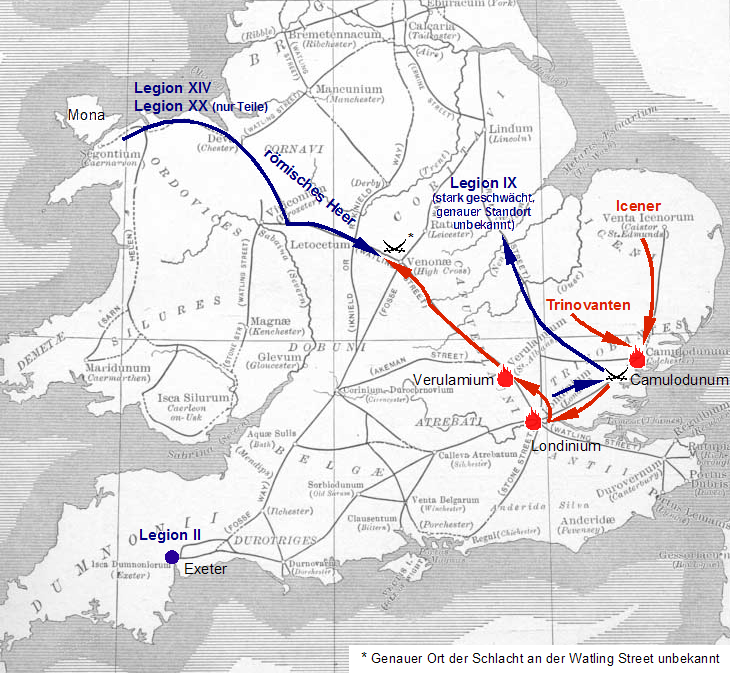
Karte der vermuteten Bewegungen der römischen und britannischen Truppen

### Rezeption in Geschichtsschreibung und Politik ab der Neuzeit

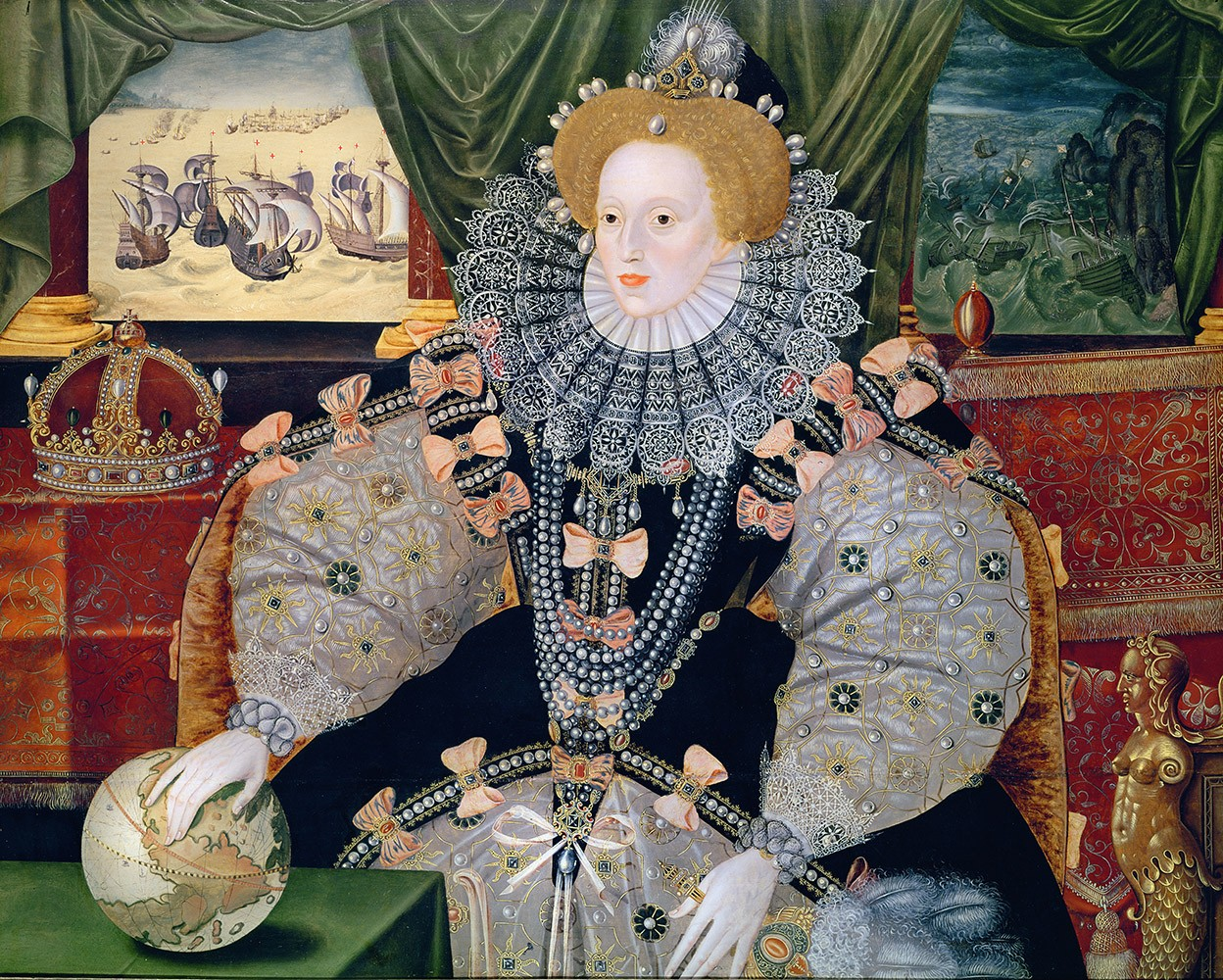
Elisabeth I. (Armada Portrait) von George Gower in Woburn Abbey

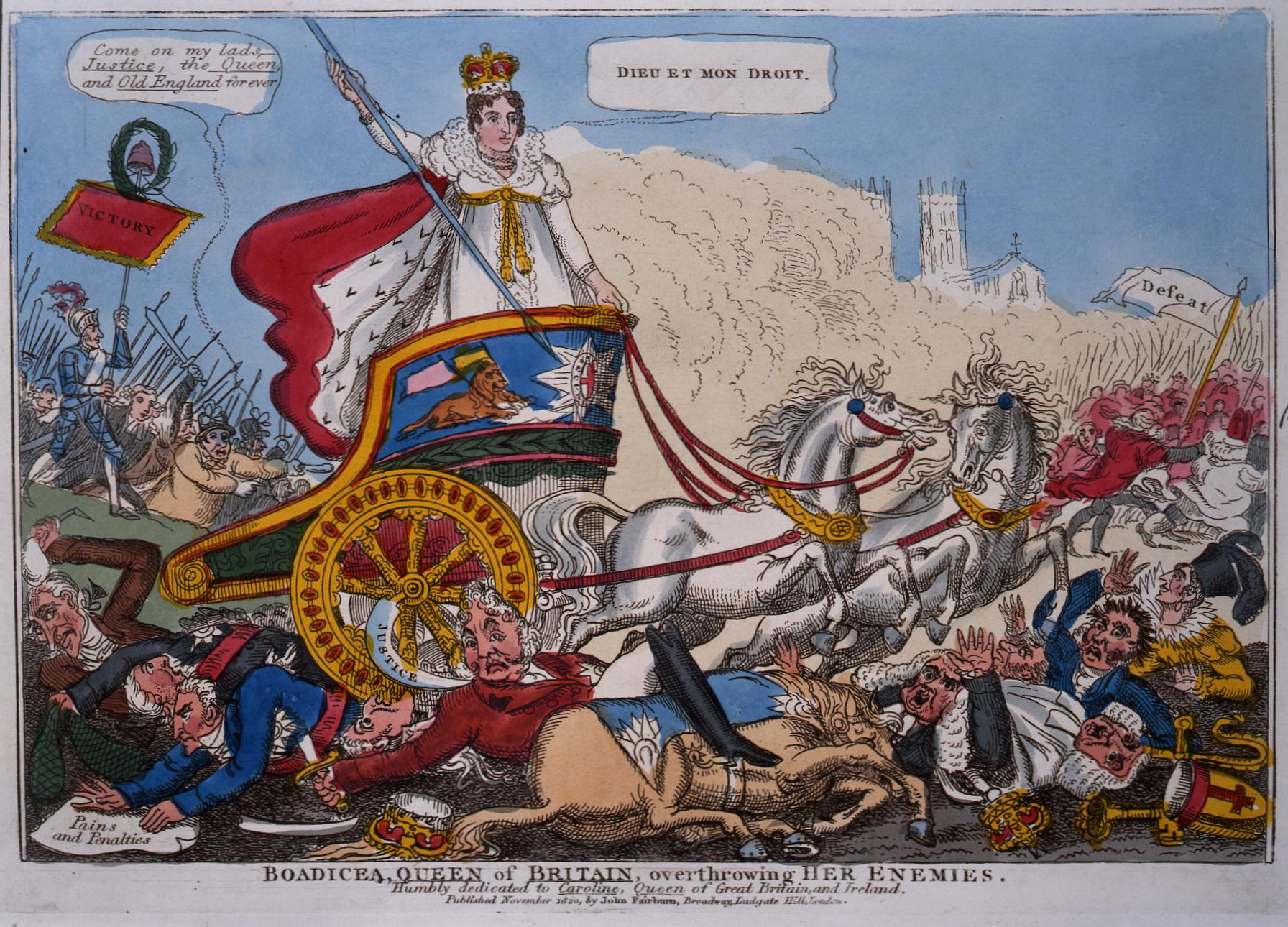
Satirische Darstellung von Königin Caroline als Boudicca, 1820, The National Archives, London